# Eleutherococcus trifoliatus
Eleutherococcus trifoliatus är en araliaväxtart som först beskrevs av Carolus Linnaeus, och fick sitt nu gällande namn av Shiu Ying Hu. Eleutherococcus trifoliatus ingår i släktet Eleutherococcus och familjen Araliaceae.

## Underarter
Arten delas in i följande underarter:
- E. t. setosus
- E. t. trifoliatus

## Bildgalleri

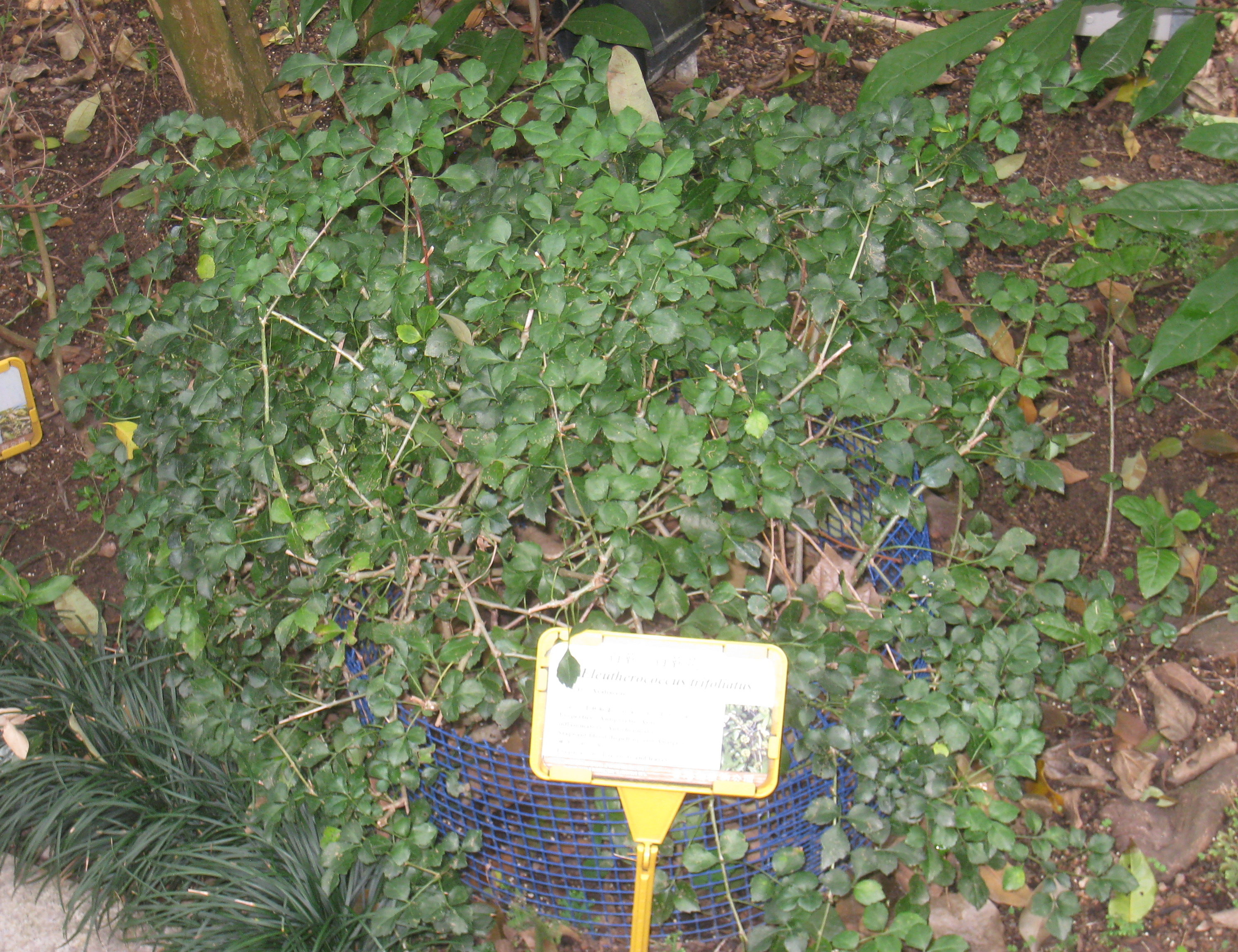
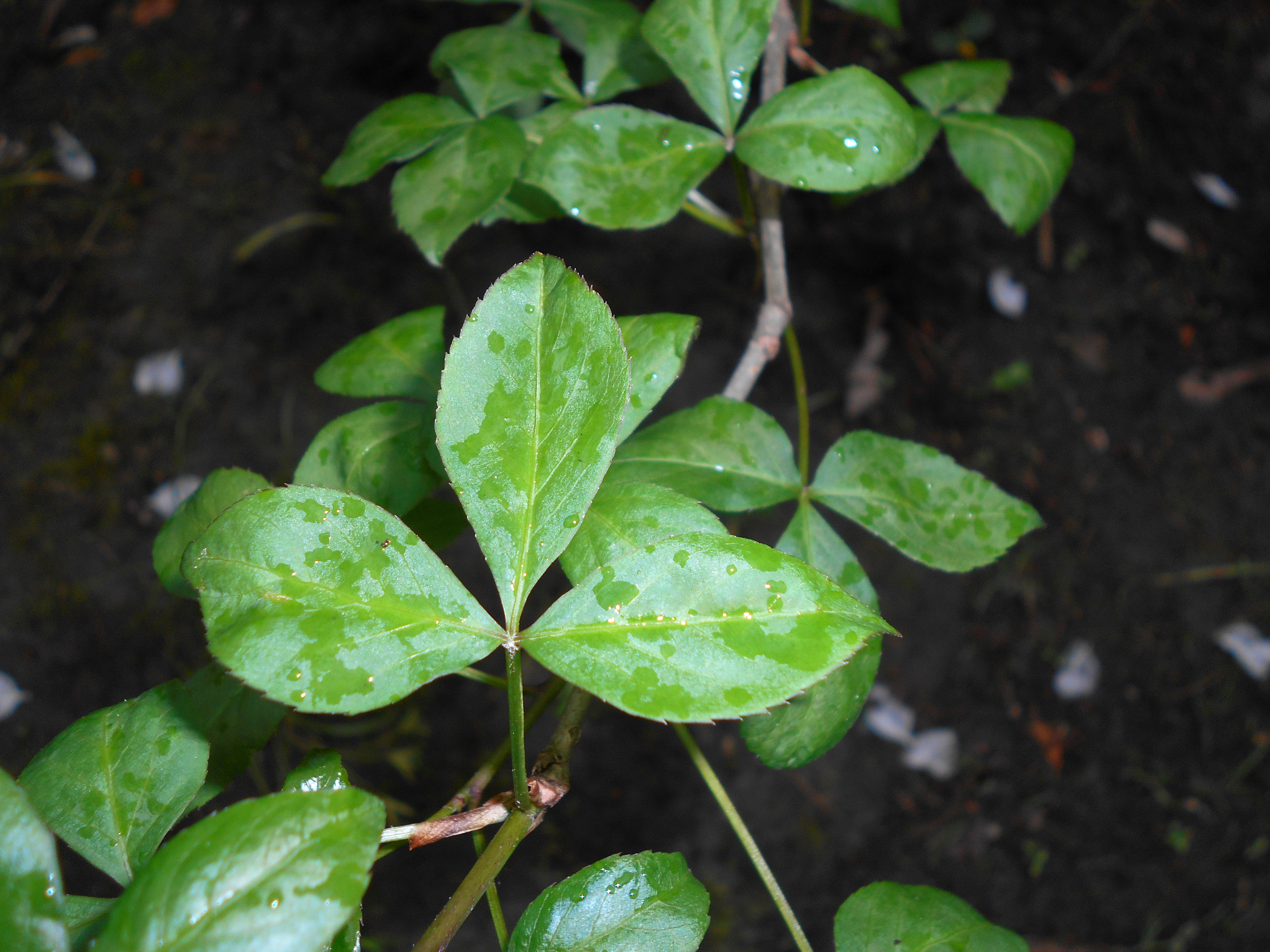